# مونچین تریانا
مونچین تریانا (انگلیسی: Monchín Triana; ۲۸ ژوئن ۱۹۰۲ – ۱۰ اوت ۱۹۳۶) بازیکن فوتبال اهل اسپانیا بود.
از باشگاه‌هایی که در آن بازی کرده‌است می‌توان به باشگاه فوتبال اتلتیکو مادرید و باشگاه فوتبال رئال مادرید اشاره کرد.
وی همچنین در تیم ملی فوتبال اسپانیا بازی کرده‌است.